# Parc d'État de Monahans Sandhills
Le parc d'État de Monahans Sandhills (littéralement : collines de sable de Monahans) est un parc d'État du Texas situé dans le sud de Llano Estacado dans le comté de Ward et le comté de Winkler . Il couvre une surface de 15,5 km². La grande ville la plus proche est Monahans, et l'entrée d'autoroute à accès limité la plus proche est la sortie 86 sur l'Interstate 20. 

## Description
Le parc d'État de Monahans Sandhills est connu pour la présence de dunes allant jusqu'à 21 mètres de hauteur. Bien que désertiques, les Monahans Sandhills ne sont pas un désert; ils font partie d'un écosystème semi-aride (précipitations annuelles moyennes de 310 mm) caractérisée par la présence d'eau souterraine et de sable soufflé par le vent relativement pauvre en nutriments. Le Quercus havardii est un arbuste local qui, en raison des conditions locales, atteint souvent une pleine croissance de seulement 1,20 mètre de hauteur. La plus grande partie de la biomasse existe sous la forme d'un long système racinaire descendant jusqu'aux eaux souterraines. Si une dune de Monahans s'est stabilisée et a cessé de souffler dans le vent, c'est souvent parce qu'un petit bosquet stabilise la dune avec son vaste système racinaire. Malgré la stérilité du paysage, divers rongeurs sont relativement communs et plusieurs coyotes de Sandhills s'en nourrissent . 
Une grande partie des Monahans Sandhills est des propriétés privées. L'État du Texas exploite un bail de 99 ans avec la Sealy-Smith Foundation pour le ranch sur lequel se trouvent la plupart des terres du parc d'État; le parc a ouvert au public en 1957, et le parc d'État a des droits à bail sur cette parcelle de collines de sable jusqu'en 2056 . 
Les Monahans Sandhills font partie du Bassin permien des formations d'hydrocarbures, et une partie de la production de pétrole se poursuit dans et autour du parc d'État . 

Les visiteurs pratiquent plusieurs formes de loisirs sur les collines de sable, comme le sandboard, le «football sur sable», le «surf sur sable» et la luge sur sable . 

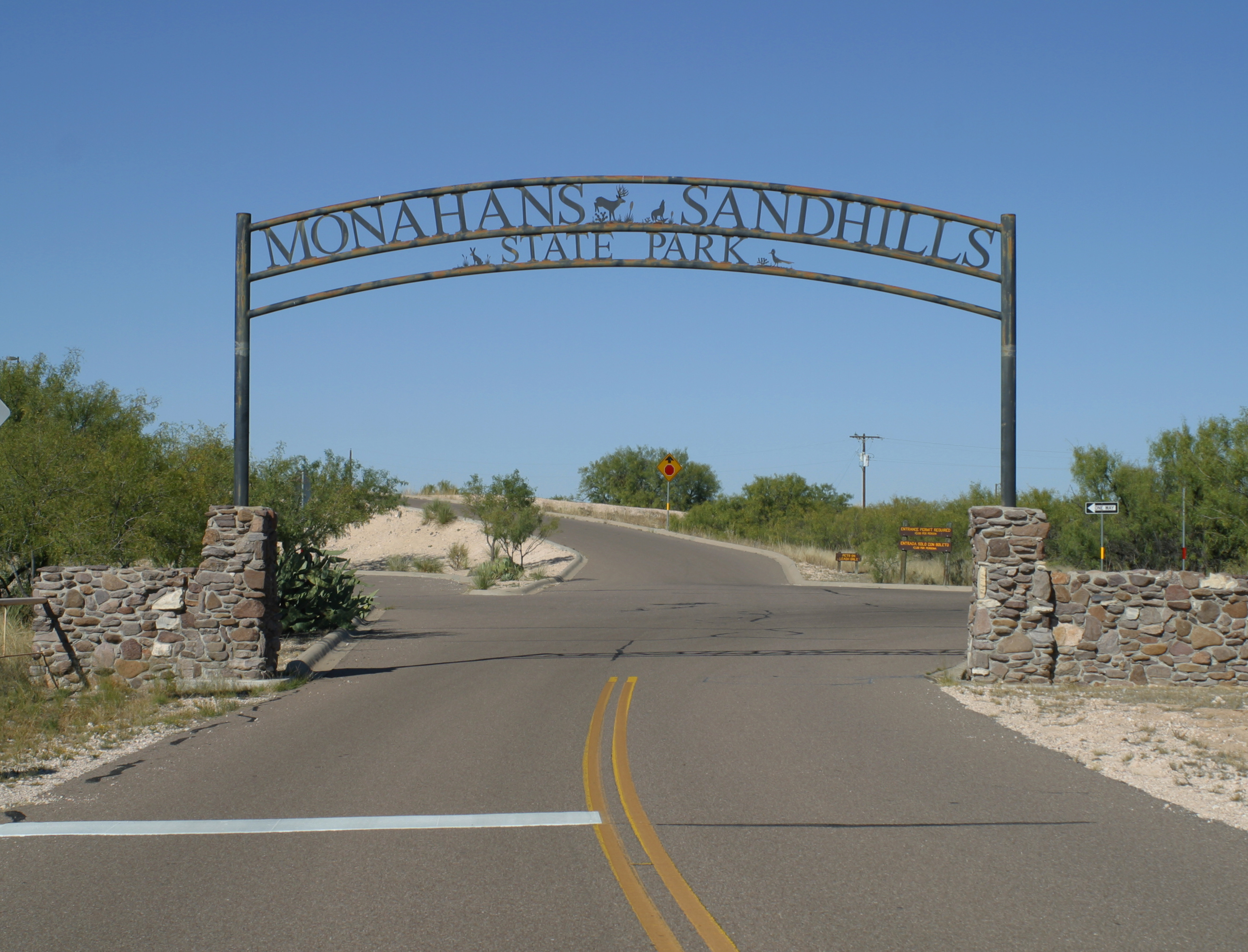
Entrée de Monahans Sandhills
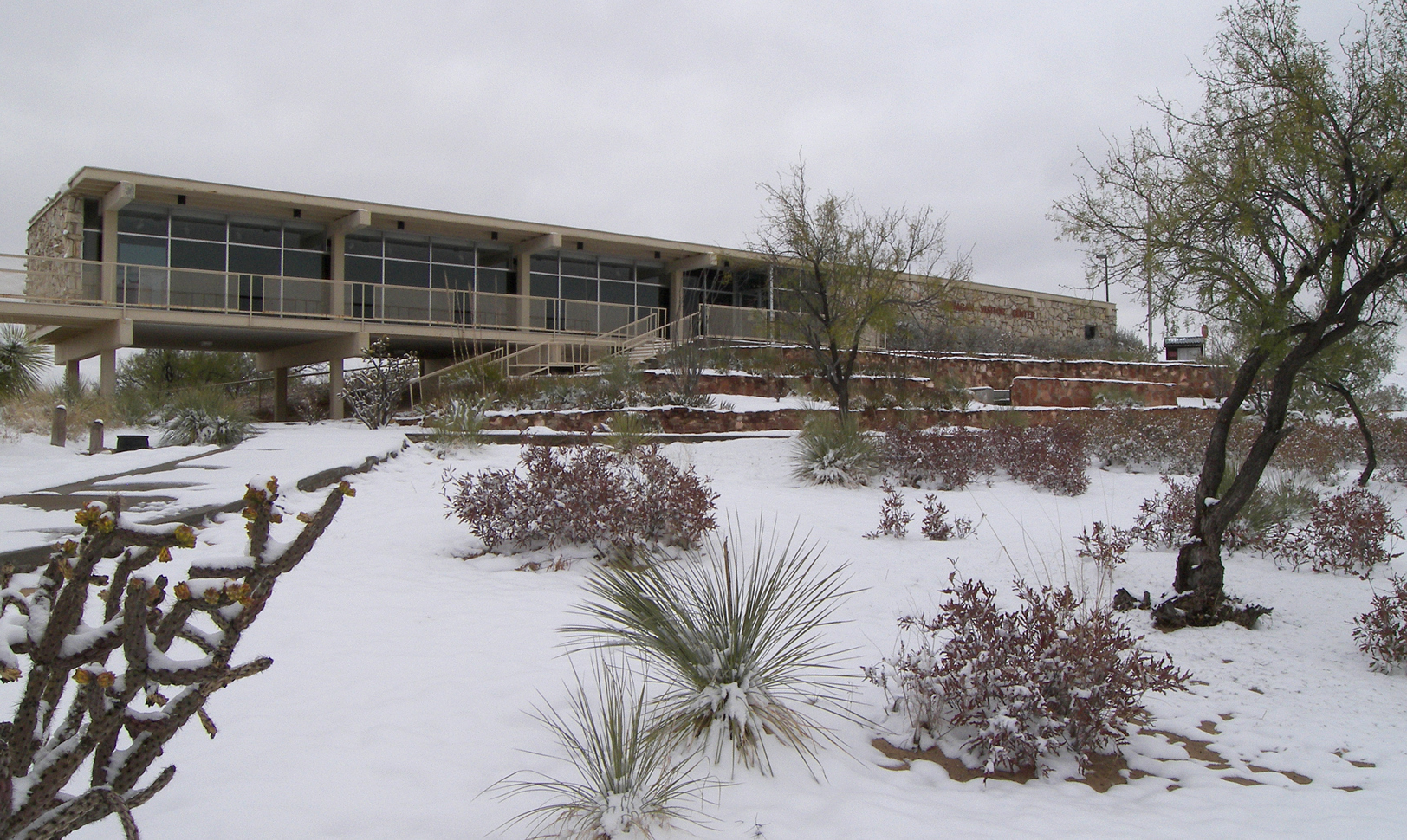
Le Dunagan Visitor Centre après une tempête hivernale.
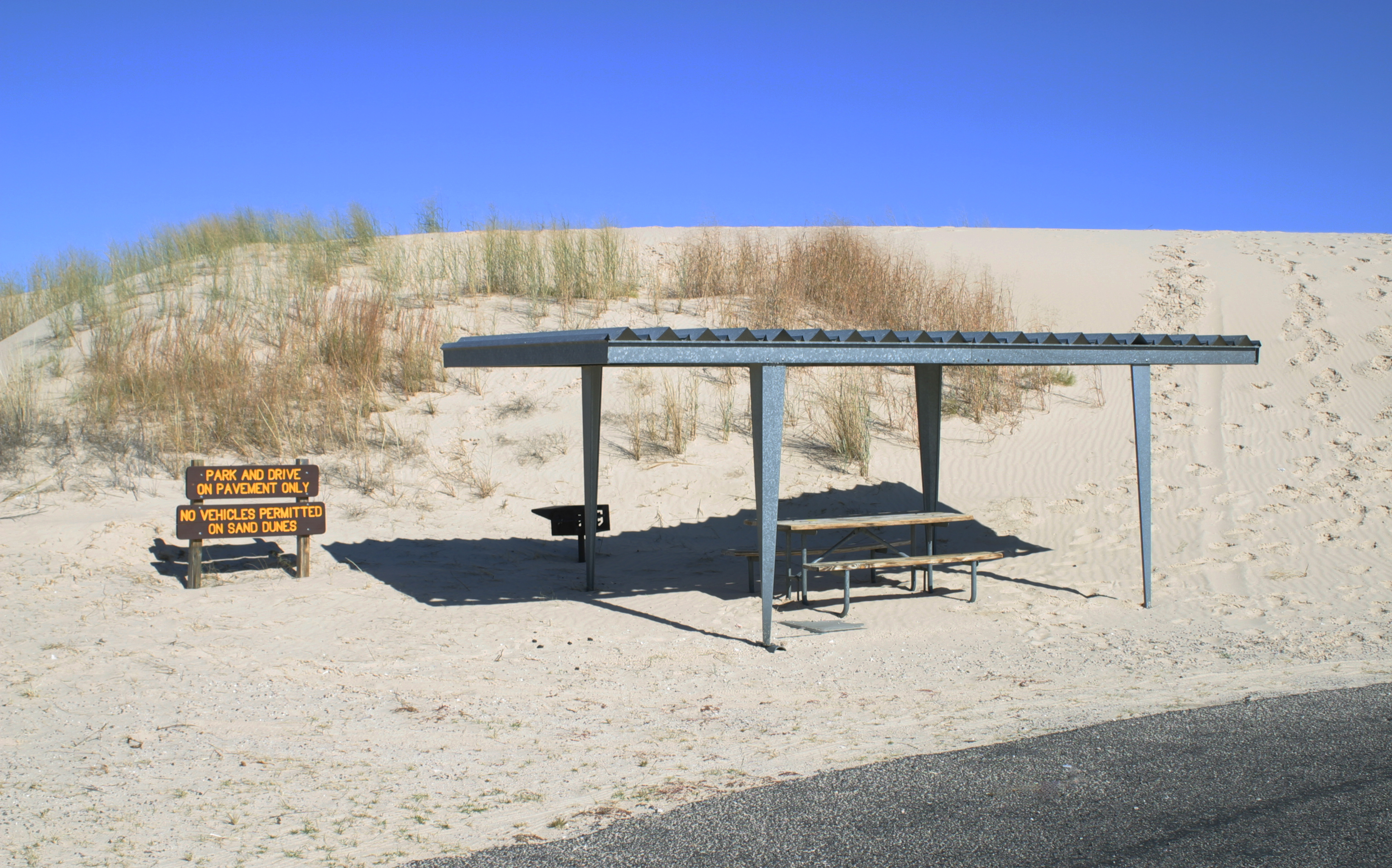
Abri de pique-nique à Monahans Sandhills
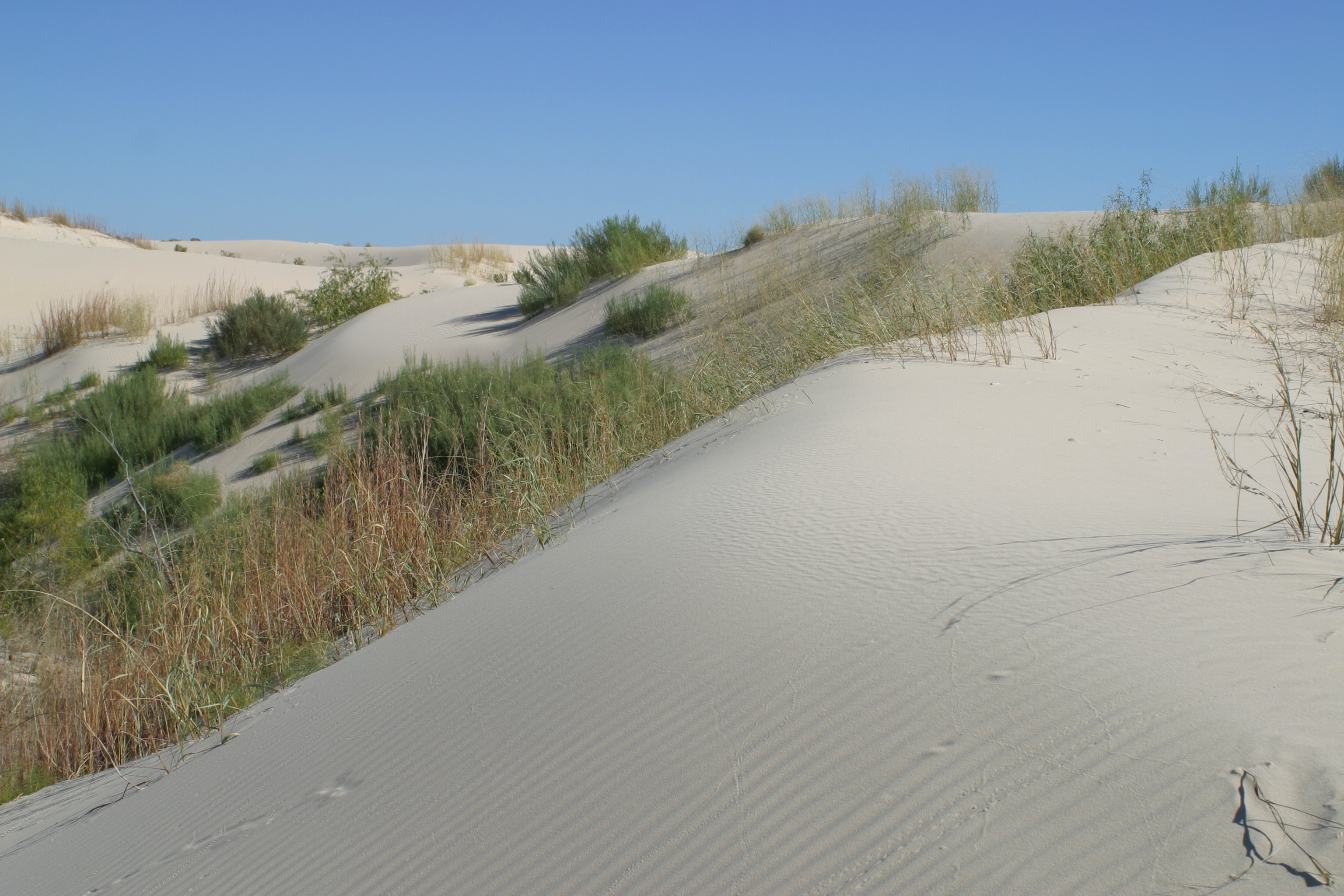
Sable empiétant sur la végétation
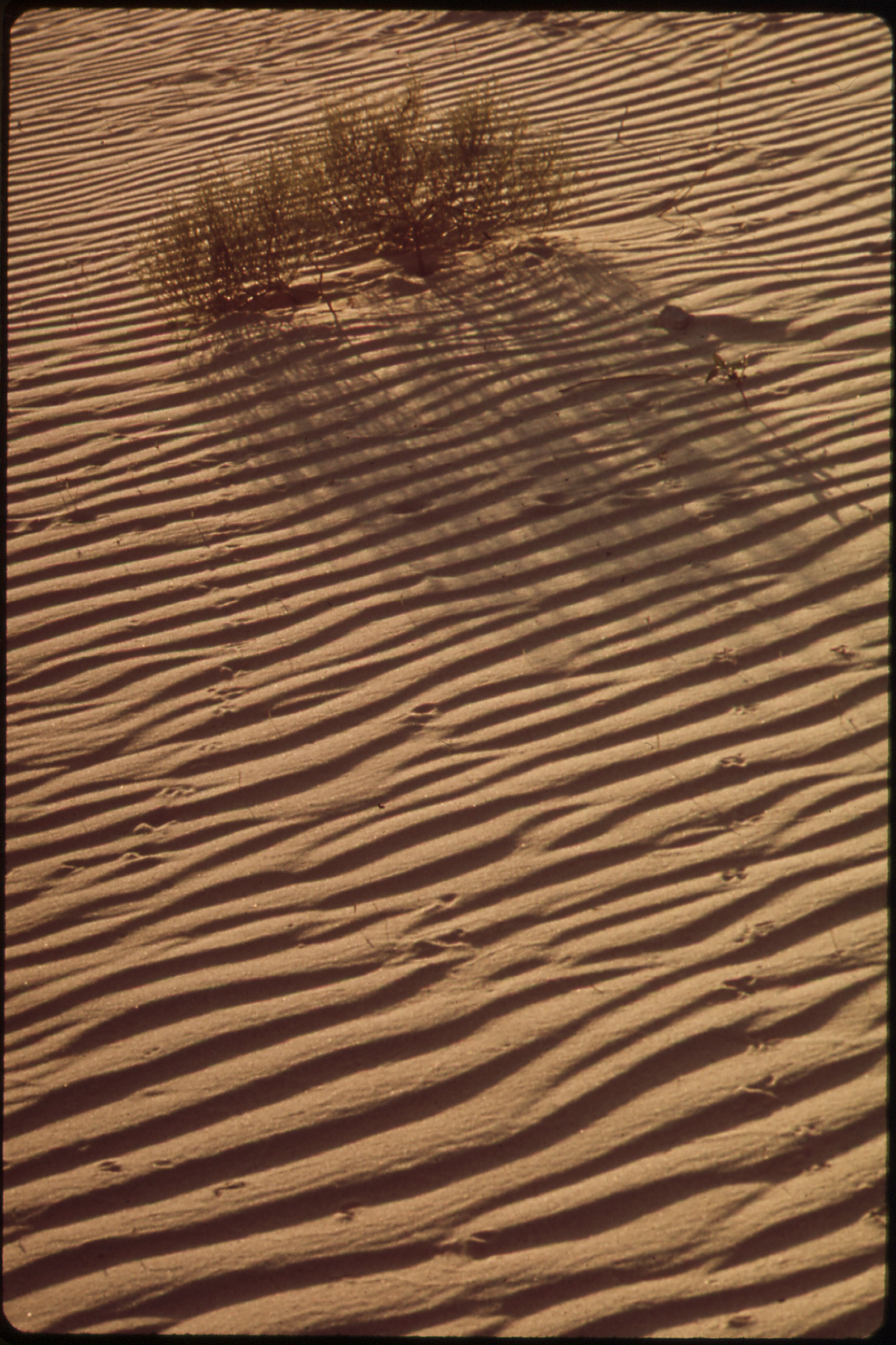
Ondulations de sable
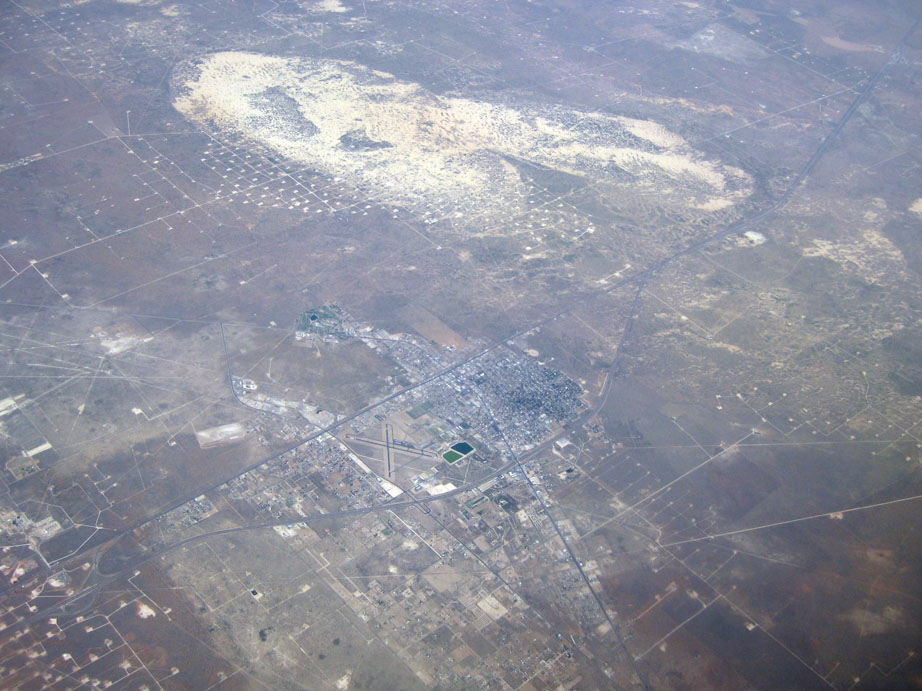
Photo aérienne avec le parc en haut et la ville de Monahans en bas

## Voir également
- Cratère d'Odessa
- Rivière Pecos